# Лебедина пісня
«Лебедина пісня» (англ. Swan Song) — постапокаліптичний роман жахів американського письменника Роберта Маккаммона. Роман описує наслідки ядерної війни, яка спричиняє еволюцію людства. «Лебедина пісня» виграла премію Брема Стокера 1987 року (розділив з «Мізері»).

## Сюжет
Роман розпочинається з ядерної війни між підводними флотами США та Радянського Союзу. Президент, охоплений почуттям провини за свою роль у бійні, готується ввести серію кодів у комп’ютер для активації невідомого пристрою, відомого лише як «Кігті». За секунди до завершення процесу активації палаючий автобус Greyhound, який летить ударними хвилями від ядерних вибухів унизу, розбиває повітряно-десантний командний пункт і викликає його аварію. Роман розповідає про три групи персонажів поваоєнного періоду.
Після того, як його машина ламається на заправці в Канзасі, борець Джош Гатчінс зустрічає 9-річну дівчинку на ім'я Сью Ванда (Лебідь) та її матір. Ці троє ховаються в підвалі АЗС разом із клерком ПауПау після запуску ракет із прихованих сайлосів поблизу. Тим часом батьки везуть 13-річного Роланда Кронінджера в гору Блу Дум, притулок для виживання, яким керує полковник Джеймс «Джимбо» Маклін. Неподалік вибухає ракета Мінітмен, яка відійшла від курсу, серйозно пошкоджуючи Блу Дум. Нарешті, в Нью-Йорку бездомна жінка на ім’я Сестра Кріп блукає по руїнах, виявляючи таємничу скляну каблучку. Вона стикається з антагоністичною істотою, яка змінює форму, під назвою «Людина з червоним оком», і виявляється, що ухиляється від нього під час своїх наступних подорожей.
У Канзасі мати Лебедя і Пау-Пау помирають, але не раніше, ніж Пау просить Джоша «захистити дитину». Незабаром після цього Джош помічає, що там, де спала Свон в їх притулку, росте трава, після чого розуміє, що вона має особливі здібності. Незабаром вони зустрічають Леону Скелтон, екстрасенса, чий чоловік Дейві помирає від отруєння радіацією. Леона зчитує майбутнє Лебедя за допомогою карт таро і пророкує, що вона зустрінеться з Дияволом. Після смерті Дейві Леона приєднується до їх групи. Пізніше троє натрапляють на дивно добре освітлений і укомплектований Kmart, який виявляється пасткою, розставленою в’язнями, які втекли з сусідньої психлікарні. Після того, як смертельно поранена Леона пожертвує собою, щоб дозволити Джошу та Лебедю втекти, пара знаходить покинутий цирковий потяг і починає дружити з Расті, колишнім вершником/клоуном на родео.
У Блу Дум Роланда наймають для порятунку Макліна з небезпечної для життя ситуації. Згодом Маклін стикається зі збройним повстанням колишнього послідовника Шорра, до якого входять батьки Роланда. Маклін і Роланд вбивають повстанців і втікають з комплексу, вирушаючи на південь до Солт-Лейк, штат Юта. Там дует укладає угоду, щоб приєднатися до спільноти вцілілих на чолі з людиною на прізвисько Товстун. Однак невдовзі після цього Роланд вбиває Товстуна, коли той намагається накачати його наркотиками та зґвалтувати. Згодом Маклін і Роланд захоплюють громаду.
Після того, як вони покинули Нью-Йорк через тунель Голланда, усі, окрім однієї, уцілілі сестри були вбиті Людиною з червоним оком. Сестра тікає на захід, де її рятує від нападу вовка Пол Торсен, розведений колишній професор, який став горянином. Сестра і Пол проводять наступні сім років, перетинаючи опромінену пустку післявоєнної Америки, спостерігаючи за видіннями, які Сестра бачить крізь скляне кільце. За цей час у них обох, а також у інших головних героїв, зрештою з’являється «Маска Йови», поступове пухлиноподібне спотворення, яке покриває голову м’ясистою тканиною.
За сім років Маклін і Роланд формують свою групу в Армію передового досвіду (AOE), яка розширюється на схід і здійснює набіги на поселення, щоб отримати припаси. Роланд взяв на себе керівництво AOE, а Маклін виступив у ролі номінального керівника. Вони вирішують відвезти AOE на гору Ворвік у Західній Вірджинії, почувши від суб’єкта тортур, брата Тімоті, що туди прямує інша армія. Брат Тімоті стверджує, що Бог прихистив його на горі Ворвік, і у нього є срібний ключ, фраза і чорна скринька, які можуть знищити світ. Тим часом Сестра і Пол зустрічаються з Г'ю Райаном, колишнім лікарем-алкоголіком, який втратив ногу через напад AOE роками раніше. Г'ю переконує сестру дозволити йому приєднатися до неї та Пола. Пізніше вони зустрічають групу сиріт, яку очолює 17-річний Робін Оутс, і завойовують довіру сиріт після того, як скляне кільце допомагає Г'ю успішно виконати операцію маленькому хлопчику.
Лебідь, Джош і Расті, виступаючи в ролі мандрівних артистів, зупиняються біля будинку посеред фруктового саду, де всі дерева, за винятком одного, вирубано. Подружжя в будинку пояснюють, що одне дерево було для них особливим і що вони просто не змогли його зрубати. Лебідь кладе руки на дерево і шокована, відчуваючи, що воно все ще живе. Вона використовує свої сили, щоб «розбудити» дерево, і наступного ранку воно покриється квітами. Чоловік з червоним оком дізнається про Лебедя і вирішує, що вона становить для нього загрозу, прямуючи до наступної зупинки своєї групи в поселенні Мері-Рест. Там він ледь не вбиває недієздатного Лебедя, але Расті втручається і в результаті отримує смертельний опік.
Прибувши в Мері-Рест разом з Полом, Сестра розуміє, що кільце привело її до Лебедя. Коли Лебідь торкається кільця, вона бачить видіння землі, вкритої рослинами, садами, фруктами та квітами, розуміючи, що це мета її життя. Від цього бачення маска Йови Лебедя розпадається і відпадає, відкриваючи красиву жінку з вогненно-рудим волоссям. Чужі маски Йова також рунуються. Джош зближується з місцевою жінкою Глорі та її сином Аароном. Лебідь і Робін починають закохуватися. Аарон з’ясовує, як використовувати лозолозію, Плаксу, і вона вказує на джерело свіжої незараженої води. Чоловік з яблунею їде до міста з вантажівкою стиглих яблук і кидає їх щасливому натовпу. Лебідь та жителі Мері Рест вирішують посадити яблуневий сад разом із кукурудзяним полем, яке виникло майже за ніч й активно росте.
Людина з Червоним Оком представляється як «Друг» Армії Досконалості і перенаправляє їх на Мері Рест, обіцяючи чисту воду та здатність Лебедя вирощувати їжу. Вони атакують місто. Багато жителів, у тому числі Пол, загинули, а AOE взяли в полон Джоша, Сестру, Лебедя, Робіна та інших. Лебедя і сестру привозять до Макліна, чия маска впала, показуючи огидну смертну голову. Друг намагається дізнатися місцезнаходження скляного кільця від сестри, але не може пройти повз її розумових охоронців. Навіть під загрозою тортур своїх друзів, Свон відмовляється робити що-небудь для AOE. Вона та сестра кидаються разом із Шейлою. Робін і Джош тримаються як важелі впливу на Лебедя, у той же час AOE продовжує рухатися до гори Ворвік.
Через декілька тижнів у AOE закінчуються запаси, і значно менша армія прибуває на гору Ворвік. Маска Джоба Кронінгера розкриває викривлений жах, який він продовжує ховати під пов’язками. Він перекладає свою вірність Другу. Брат Тімоті веде Сестру, Лебедя, Друга, Макліна і Кронінджера до «Божого» бункера. Сестра помічає Божі запонки і впізнає в ньому колишнього президента Сполучених Штатів, який пережив катастрофу, але тепер зійшов з розуму. Виявляється, що в бункері розташовується «Кігті», також відомий як тактичний ядерний дезінфікуючий засіб великої дальності. Це зброя судного дня, яка при активації запустить останній залп ядерної зброї з двох орбітальних ракетних платформ на крижані шапки Землі. Це призведе до зміщення полюсів Землі, водночас заполонивши весь світ талим льодом, повністю знищивши все живе на Землі. Президент чекав будь-яких ознак того, що світом буде керувати добро чи зло. Побачивши, що зло, схоже, перемогло, Президент активує «Кігті», до великої радості Друга, який бачить у цьому можливість знищити світ і Лебедя раз і назавжди. Потім Френд вбиває Президента, щоб не дати йому вимкнути послідовність запуску, злорадствує над ситуацією, розкриває своє справжнє обличчя, повідомляє Роланду: «Я завжди ходив сам» і йде, ймовірно, щоб знайти місце, щоб спостерігати за руйнуванням. Сестра бореться з Кронінджером, який стріляє в неї і ледь не стріляє у Лебедя, перш ніж на нього напав уражений сумлінням Маклін. Вони вбивають один одного. Лебідь визначає послідовність дезактивації та знімає з озброєння комп’ютер запуску. Її та Сестру рятують Джош і Робін, які вирвалися з полону невдовзі після того, як AOE прибув на гору Ворвік.
Вони залишають бункер, замикаючи його за собою і викидаючи ключ. Смертельно поранена, Сестра помічає тінь і просить відвести її туди, де вона зможе побачити сонце. Джош, Свон і Робін відводять її на галявину, де спостерігають за кінцем ядерної зими, коли хмари розходяться і виходить сонце. Сестра просить Лебедя швидко працювати, щоб розбудити землю. Після цього вона помирає. Лебідь, Джош і Робін ховають Сестру і спускаються з гори. Вони знаходять AOE в хаосі, і там знову зустрічається Друг, який прийняв форму офіцера AOE. Лебідь дає відірвану руку на заміну полковнику Макліна і каже, що вона прощає його дії, оскільки без нього вони ніколи б не знайшли «Кігтів» і не змогли б зупинити всесвітнє руйнування. Розлючений Френд наказує AOE вбити її, але, побачивши руку Макліна, вони розуміють, що полковник мертвий, і натовп починає нападати на Друга, щоб отримати руку для себе та стати лідером AOE. Джош, Свон і Робін їдуть на вантажівці з Шейлою та кількома іншими RL та солдатами, допоки зграя вовків спускається з гори й оточує табір AOE. Вони зустрічають фермера та його сім’ю, які садять насіння та пропонують їм гостинність. Джош повідомляє Свон, що їй потрібно розпочати свою роботу тут, водночас сам прямує до Мері-Рест. Він прибуває до привітних обіймів Глорії та Аарона.
Роман закінчується тим, що людство бореться за повернення до цивілізації, будує поселення та відновлює порядок. Армії насильства стають дезорганізованими і розпадаються. Звістка про здатність Лебедя розбудити Землю поширюється по всій землі майже як легенда. Поселення знову починають торгувати і відновлюються контакти з людьми, навіть такими далекими, як Росія. Зараз людство присвячує себе передачі найважливішого уроку, винесеного з ядерного голокосту, «ніколи більше [не повторювати]!» Лебідь і Робін зрештою потрапляють до Мері-Рест і виховаують близнюків на ім'я Джошуа і Сестра. Лебідь продовжує свою роботу, оздоровляючи землю, сприяючи співпраці та даруючи надію людству.

## Головні герої
Сюжет розповідає про індивідуальні подорожі кількох головних героїв, поєднуючи їх у кульмінації:
- Сью Ванда Прескотт, або Лебідь, молода жінка, яка володіє здібністю до емпатії до життя рослин, що дозволяє їй прискорювати ріст або воскрешати мертві рослини за допомогою фізичного контакту.
- Джош Гатчінс, афроамериканський рестлер зі сценічним псевдонімом Чорний Франкенштейн, а згодом — Маска Мефісто. Захисник Лебедя і батьківська фігура в романі вцілому.
- Сестра Кріп, яку пізніше називають просто «Сестрою», раніше божевільна «леді сумка», яка пережила ядерний напад на Нью-Йорк глибоко під землею в системі метро Нью-Йорка. Охоронець скляного персня і покійна сурогатна мати Лебедя.
- Полковник Маклін, борець за виживання і колишній військовослужбовець Повітряних сил США P.O.W. уклав контракт з інвесторами для нагляду за гірським бункером, всередині якого він виживає під час ядерної атаки.
- Роланд Кронінджер, хлопчик, якого батьки привезли до гірського бункера Макліна. Через жахливі обставини, під опікою Макліна, Роланд перетворюється з невинної дитини на холоднокровного вбивцю, який живе, щоб служити Макліну, а згодом «Другу».
- Людина з червоним оком, Друг, Дойл Голланд, або Багатолика людина, втілення демонічного зла (алюзії на Диявола). У романі розглядається як істота хаосу. Він має здатність змінювати форму, маніпулювати, контролювати розум, суперсилу та здатність керувати тваринами. Припускають, що він спричинив ядерну війну та інші терористичні акти для власної розваги. Він бачить скляну каблучку, яку несе Сестра, і Лебедя як жорстокість, тому що вони дають надію.

## Нагороди
Роман «Лебедина пісня» виграв премію Брема Стокера в 1988 році за найкращий роман і премію Японської асоціації пригодницької фантастики 1994 року за найкращий перекладений роман.